# Boston Marathon 1972
De Boston Marathon 1972 werd gelopen op maandag 17 april 1972. Het was de 76e editie van deze marathon. De Fin Olavi Suomalainen kwam als eerste over de streep in 2:15.39. Hij bleef hiermee de Colombiaan Victor Manuel Mora een kleine halve minuut voor.
Bij deze editie werden vrouwen voor het eerst officieel toegelaten. De Amerikaanse Nina Kuscsik won bij de vrouwen in 3:10.26,4. Dat jaar bereikten alle acht gestarte vrouwelijke deelnemers de finish.
In totaal finishten er 1081 marathonlopers, waarvan 1073 mannen en acht vrouwen.

## Uitslagen

### Mannen
| rang   | naam               | land | tijd    |
| ------ | ------------------ | ---- | ------- |
| Goud   | Olavi Suomalainen  | FIN  | 2:15.39 |
| Zilver | Victor-Manuel Mora | COL  | 2:15.57 |
| Brons  | Jacinto Sabinal    | MEX  | 2:16.10 |
| 4      | Alfredo Penaloza   | MEX  | 2:18.46 |
| 5      | Pablo Garrido      | MEX  | 2:19.50 |
| 6      | Bruce Mortenson    | USA  | 2:19.59 |
| 7      | Jeff Galloway      | USA  | 2:20.03 |
| 8      | Álvaro Mejía       | COL  | 2:20.06 |
| 9      | Steve Dean         | USA  | 2:20.29 |
| 10     | Markku Salminen    | FIN  | 2:20.42 |

### Vrouwen
| rang   | naam               | land | tijd      |
| ------ | ------------------ | ---- | --------- |
| Goud   | Nina Kuscsik       | USA  | 3:10.26,4 |
| Zilver | Elaine Pederson    | USA  | 3:20.36   |
| Brons  | Kathrine Switzer   | USA  | 3:29.51   |
| 4      | Patricia Barrett   | USA  | 3:40.29   |
| 5      | Sara Mae Berman    | USA  | 3:48.30   |
| 6      | Valerie Rogosheske | USA  | 4:29.32   |
| 7      | Ginny Collins      | USA  | 4:48.32   |
| 8      | Frances Morrison   | USA  | 5:07.00   |

1897 ·
1898 ·
1899 ·
1900 ·
1901 ·
1902 ·
1903 ·
1904 ·
1905 ·
1906 ·
1907 ·
1908 ·
1909 ·
1910 ·
1911 ·
1912 ·
1913 ·
1914 ·
1915 ·
1916 ·
1917 ·
1918 ·
1919 ·
1920 ·
1921 ·
1922 ·
1923 ·
1924 ·
1925 ·
1926 ·
1927 ·
1928 ·
1929 ·
1930 ·
1931 ·
1932 ·
1933 ·
1934 ·
1935 ·
1936 ·
1937 ·
1938 ·
1939 ·
1940 ·
1941 ·
1942 ·
1943 ·
1944 ·
1945 ·
1946 ·
1947 ·
1948 ·
1949 ·
1950 ·
1951 ·
1952 ·
1953 ·
1954 ·
1955 ·
1956 ·
1957 ·
1958 ·
1959 ·
1960 ·
1961 ·
1962 ·
1963 ·
1964 ·
1965 ·
1966 ·
1967 ·
1968 ·
1969 ·
1970 ·
1971 ·
1972 ·
1973 ·
1974 ·
1975 ·
1976 ·
1977 ·
1978 ·
1979 ·
1980 ·
1981 ·
1982 ·
1983 ·
1984 ·
1985 ·
1986 ·
1987 ·
1988 ·
1989 ·
1990 ·
1991 ·
1992 ·
1993 ·
1994 ·
1995 ·
1996 ·
1997 ·
1998 ·
1999 ·
2000 ·
2001 ·
2002 ·
2003 ·
2004 ·
2005 ·
2006 ·
2007 ·
2008 ·
2009 ·
2010 ·
2011 ·
2012 ·
2013 ·
2014 ·
2015 ·
2016 ·
2017 ·
2018 ·
2019 ·
2020 ·
2021 ·
2022